# Adastra
Adastra (anglicky Adastra Business Consulting) je kanadsko-česká technologická a konzultační společnost, která se zaměřuje na správu dat a informační management. V roce 2000 ji založili Jan Červinka, Petr Jech a Jan Mrázek. Roku 2017 koupila podíl v české firmě Blindspot Solutions, která se specializuje na oblast umělé inteligence a strojového učení, aby posílila oblast informačního managementu a digitalizace.